# Eochaid mac Eirc
Eochaid mac Eirc (irl. Eochaidh) – mityczny król Irlandii w latach 1224–1213 p.n.e. Syn Erca, syna Rinnala, króla Irlandii z ludu Fir Bolg. Został królem po pokonaniu i zabiciu kuzyna Foidbgena.
Był pierwszym królem irlandzkim, który założył system wymiaru sprawiedliwości. Za jego panowania nie spadł żaden deszcz; były tylko rosa i żniwa każdego roku. Eochaid miał żonę o imieniu Tailtiu. Na jej cześć nazwał stolicę kraju (współczesny Teltown w hrabstwie Meath). Organizował tam święto w sierpniu każdego roku. Panował przez dziesięć lat, aż jego lud Fir Bolgów został pokonany przez Tuatha Dé Danann, lud półboskich herosów, w pierwszej bitwie na Mag Tured (Moytura) w Iar Connacht. Podczas walki Eochaid był pokonany przez pragnienie, ale druidzi z Dananian ukryli wszystkie źródła wody za pomocą magii. Gdy Eochaid szukał wody, został znaleziony i zabity.